# Minh Hòa, Hưng Hà
Minh Hòa là một xã thuộc huyện Hưng Hà, tỉnh Thái Bình, Việt Nam.
Xã có diện tích 6,32 km², dân số năm 1999 là 5938 người, mật độ dân số đạt 940 người/km².

## Hành chính
Minh Hòa có 6 thôn: Phú Mỹ (Làng Mạc), Vĩnh Bảo, Cộng Hòa (Làng Giền), Thượng Lãng (Lãng Thượng), Thanh Lãng (Lãng Hạ), Vị Khê (Làng Lựa)

## Địa lý
Xã có địa hình đồng bằng bằng phẳng, khí hậu nhiệt đới gió mùa điển hình. Phía Đông giáp xã Chí Hòa, phía Bắc giáp xã Văn Lang, Phía Tây giáp xã Độc Lập, phía Nam giáp xã Hồng Minh

## Kinh tế
Minh Hòa là xã trung tâm khu vực phía Nam huyện Hưng Hà; là xã thuần nông phát triển kinh tế theo hướng nông nghiệp là chính, canh tác các loại hoa màu như lúa, đỗ tương, ngô,.... Minh Hòa đang đẩy mạnh phát triển Thủ công nghiệp (mây tre đan, móc sợi), Công nghiệp (dệt may) Thương mại và Dịch vụ phát huy vị trí địa lý của địa phương, hiện là một trong những xã điểm nông thôn mới.

## Giáo dục
Minh Hòa là một trong những xã có nền giáo dục vững chắc, lâu đời. Trong xã có các dòng họ có truyền thống hiếu học như: Nguyễn Đình - Phú Mỹ, Hoàng - Cộng Hòa,...Trên địa bàn xã hiện nay có: Trường Mầm non Trần Đức Thông (gồm 3 khu: Khu A - Vĩnh Bảo, Khu B - Thanh Lãng, Nhà trẻ Phú Mỹ), Trường Tiểu học Trần Đức Thông, Trường Trung học cơ sở Trần Đức Thông và Trường Trung học phổ thông Nam Duyên Hà.

## Giao thông
Minh Hòa có 3 tuyến đường lớn chạy qua, đó là:ĐT 453, ĐT454, ĐH62
Từ năm 2015, xã Minh Hòa bắt đầu có hệ thống xe công cộng phục vụ người dân (xe buýt)

## Tôn giáo
Minh Hòa là một xã đa tôn giáo. Có 2 tôn giáo phát triển mạnh là Phật giáo và Thiên chúa giáo. Hệ thống cơ sở vật chất phục vụ tôn giáo tín ngưỡng phát triển đáp ứng tốt nhu cầu của nhân dân (Phúc Thiện Tự - Phú Mỹ, Chùa Quảng Nghiêm - Cộng Hòa, Giáo xứ Duyên Lãng - Vĩnh Bảo, Giáo họ Trại Đồng,...)

## Văn hóa
Minh Hòa là một xã có nền văn hóa phát triền mạnh như thơ ca, nhạc họa,.... Minh Hòa có bài ca riêng cho xã: Tình quê Minh Hòa - được chọn làm nhạc nền của Đài truyền thanh Minh Hòa

## Đình Thượng Lãng
Đình Thượng Lãng là di tích lịch sử văn hóa quan trọng ở xã Minh Hòa, huyện Hưng Hà tỉnh Thái Bình. Đình Thượng Lãng là di tích cổ nhất thờ Kinh Dương Vương ở Việt Nam. Ngôi đình được xây dựng từ thời Nhà Đinh, ngay sau khi Đinh Tiên Hoàng Đế đăng quang đã cho lập Đàn Xã Tắc và đàn Kính Thiên Tràng An cũng đồng thời cho xây dựng đình Thượng Lãng để thờ Kinh Dương Vương. Đến thời Trần, đình được mở rộng khang trang hơn. Trải các triều đại, đình còn lưu giữ nhiều sắc phong và những cổ vật quý hiếm.

## Cơ sở vật chất
Là một xã tương đối xa trung tâm huyện, tỉnh nhưng Minh Hòa vẫn cố gắng phát triển hệ thống cơ sở vật chất tốt nhất. Hệ thống điện đường trường trạm đáp ứng tốt nhu cầu của nhân dân. Chợ Minh Hòa (còn gọi là chợ Cầu, chợ Giền) hoạt động thường xuyên, phục vụ như cầu của nhân dân trong xã cũng như các xã lân cận.